# 鈕扣

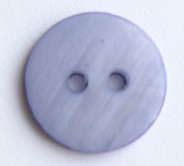
一個扁平的鈕扣。

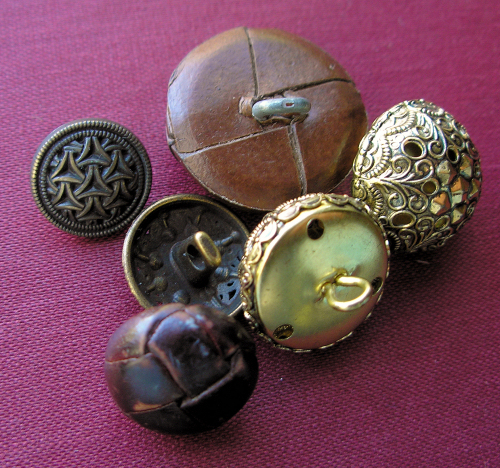
各種材質製成的鈕扣。

鈕扣，也寫成紐扣或鈕釦，又稱扣子、紐或扣。是服裝或其他衣著（如鞋子）上所附有的一個配件，通常是圓形。鈕釦通常可用來將兩個分離的部分接合，也有一些純粹只有裝飾用途。裝飾用途的鈕扣，可能會出現在服裝以外的物件，例如門簾。

## 纽扣的材质
纽扣可以由不同的材质制成，如树脂、金属、骨头等。
1、由塑胶或树脂制作的纽扣，这是最常见的纽扣，属低档纽扣。
2、金属材质的纽扣，档次取决于材质的价格和制作工艺。
3、石材或宝石纽扣由于材料价值较高和制作成本较高，一般属于高档纽扣。
4、果实、骨头或贝壳磨制的纽扣，因材料价值较高和制作成本较高，一般属于高档纽扣。

## 特殊纽扣
法式衬衫的袖口专用的活动式纽扣，又称“袖扣”，属特殊纽扣之一。其它特殊纽扣如“袖链”，“按扣”。

## 外部連結
- 不同材质的纽扣 （页面存档备份，存于）
- Worked button making in Dorset
- Types of Buttons
- Button seal （页面存档备份，存于）
- Button-making in Birmingham, England in the 1800s （页面存档备份，存于）
- Online button museum